# Koło Grobli
Koło Grobli (PLH120008) – projektowany specjalny obszar ochrony siedlisk, aktualnie obszar mający znaczenie dla Wspólnoty obejmujący dwie enklawy położone na terenie Puszczy Niepołomickiej, o łącznej powierzchni 599,63 ha. Obszar znajduje się w województwie małopolskim; jedna enklawa leży na terenie gminy Niepołomice (powiat wielicki), a druga w gminie Drwinia (powiat bocheński).
Na terytorium obszaru znajdują się dwa rezerwaty przyrody: Wiślisko Kobyle i
Koło.

## Typy siedlisk przyrodniczych
W obszarze podlegają ochronie trzy typy siedlisk z załącznika I dyrektywy siedliskowej:
- grąd (Tilio-Carpinetum) – ok. 90% obszaru
- starorzecze
- las łęgowy (Circaeo-Alnetum) i łęg jesionowo-wiązowy (Fraxino-Alnetum campestris)

## Fauna i flora
Występują tu cztery gatunki z załącznika II:
- kumak nizinny (Bombina bombina)
- traszka grzebieniasta (Triturus cristatus)
- pachnica dębowa (Osmoderma eremita)
- kozioróg dębosz (Cerambyx cerdo)

Dodatkowo, występują tu gatunki roślin objętych ochroną gatunkową:
- konwalia majowa (Convallaria majalis)
- kruszyna pospolita (Frangula alnus)
- przytulia wonna (Galium odoratum)
- gnieźnik leśny (Neottia nidus-avis)
- grążel żółty (Nuphar lutea)
- grzybienie białe (Nymphaea alba)
- pierwiosnek wyniosły (Primula elatior)